# EA Bright Light
EA Bright Light（前身为EA UK），成立于1995年，是美国艺电位于英国的游戏开发商。该工作室主要进行其特许专营权的工作，如将哈利·波特系列改编成游戏。